# Ethniki Odos 33
Die Ethniki Odos 33 (griechisch Εθνική Οδός 33 ‚Nationalstraße 33‘) ist eine Straßenverbindung auf der Halbinsel Peloponnes in Griechenland.

## Verlauf

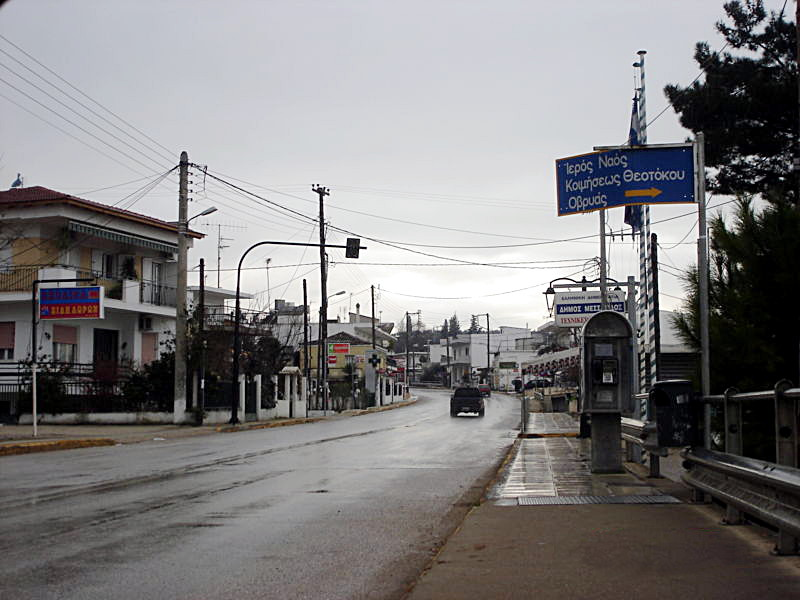
Die Straße in Ovyra (2007)

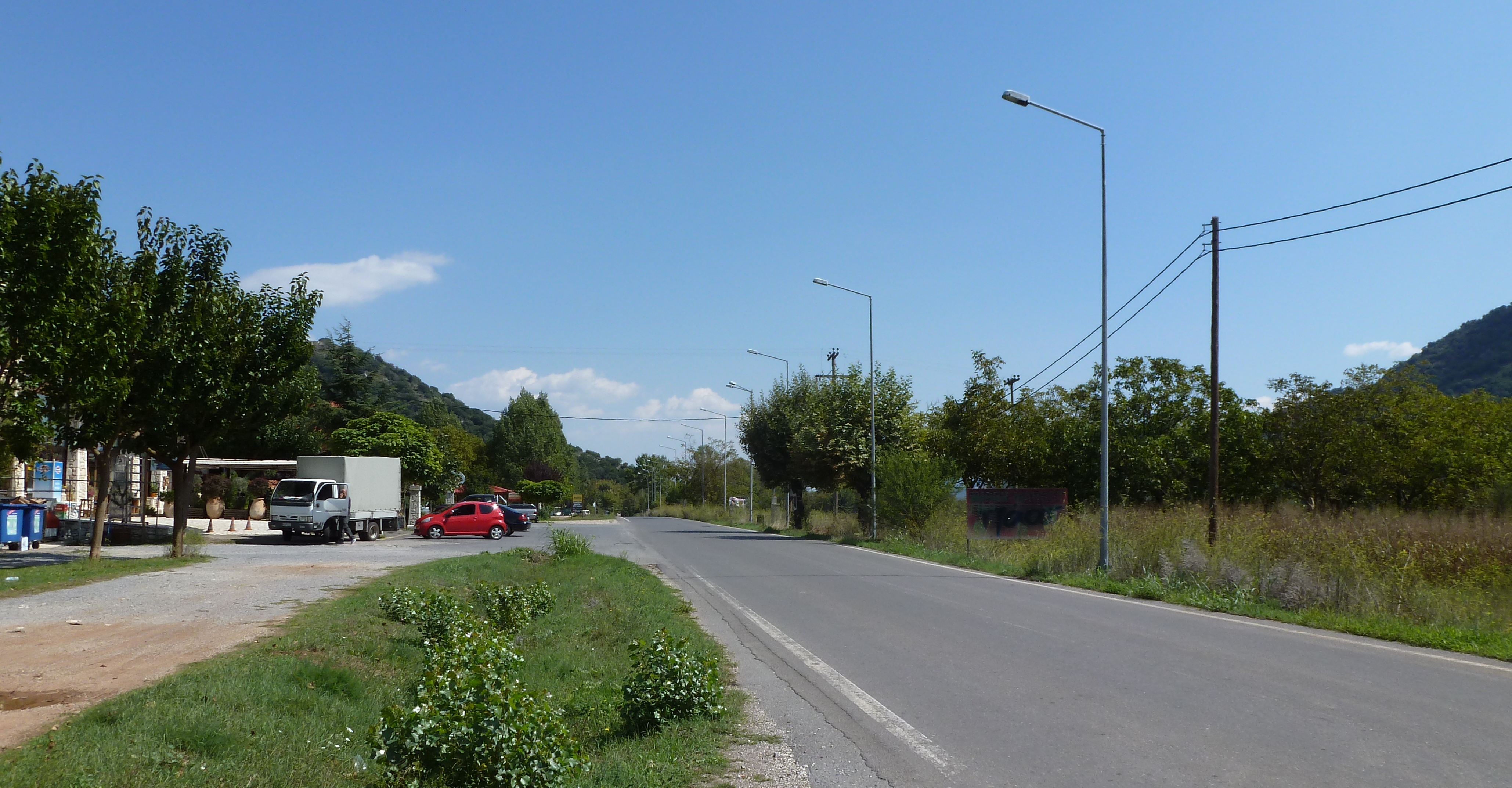
Die Straße in Neos Paos (2016)

Die Straße zweigt in Patras (Πάτρα) von der dort endenden Straße Ethniki Odos 8 ab und führt nach Süden über die Autobahn Aftokinitodromos 5 (früher Aftokinitodromos 9) bei Ovrya, entfernt sich dabei von der Küste und führt an Kallithea vorbei zum Stausee Limni Asteriou (Τεχνητή Λίμνη Αστερίου). Weiter führt sie an Chiona vorbei nach Stavrodromi und von dort nach Agia Triada und zur Einmündung der von Amaliada kommenden Straße. Sie setzt sich über Panopoulos nach Osten fort, führt über Lambia in das Tal des Erymanthos und folgt diesem aufwärts bis Tripotama. Von hier folgt sie zunächst dessen Quellfluss Sireos nach Osten über Krini und durch Neos Paos zum Fluss Ladonas (einem Zufluss des Alfios). In Pangrataika Kalyvia wendet sich die Straße nach Südosten und vor Panagitsa nach Süden und erreicht zwei Kilometer vor Vlacherna die Straße Ethniki Odos 74, an der sie endet.